# Der (Mésopotamie)
Ne doit pas être confondu avec Tell ed-Der.

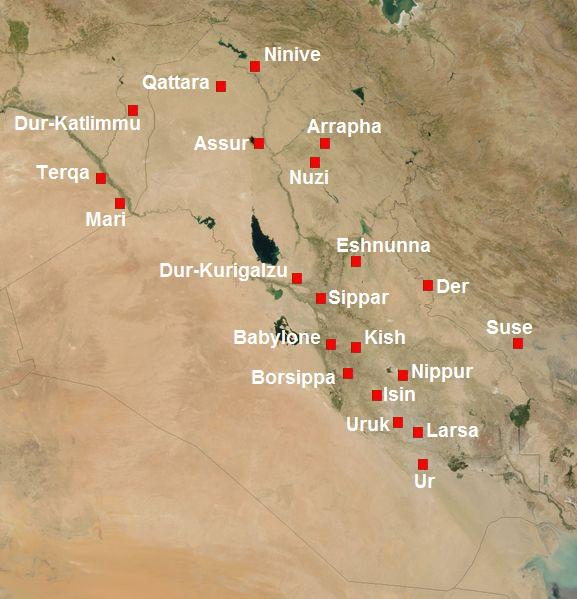
La Mésopotamie au

Der (en sumérien: ALUDi-e-ir) était une cité-état correspondant au site moderne de Tell-Agar, près de Badra dans le gouvernorat de Wasit en Irak. La cité se situait sur la rive orientale du Tigre, à la frontière de Sumer et de l'Élam. Son nom ancien était peut-être Durum.

## Histoire
Le site de Der fut occupée depuis les premières dynasties archaïques jusqu'à la période néo-assyrienne. La divinité locale était appelée Ishtaran, représentée sur terre par son ministre, le dieu-serpent Nirah. Au IIIe millénaire av. J.-C., durant le règne de Shulgi de la troisième dynastie d'Ur, Der est mentionnée deux fois : la onzième année de Shulgi fut appelée l'année ou Ishtaran de Der fut conduite en son temple et sa vingt-et-unième année fut appelée l'année où Der fut détruite. Au IIe millénaire av. J.-C., dans une tablette découverte à Mari, envoyée par Yarim-Lim, roi d'Yamkhad (Alep), celui ci-rappelle l'aide militaire qu'il avait accordée pour quinze ans à Yasub-Yayad, roi de Der, et la guerre qu'il lui avait déclarée suite, selon lui, à de mauvais procédés à son encontre.
Rîm-Sîn, roi de Larsa déclare avoir détruit Der dans la vingtième année de son règne. Ammi-ditana, roi de Babylone dit avoir détruit les remparts de Der dans la trente-septième année de son règne. En 720 av. J.-C., le roi d'Assyrie Sargon II, en guerre contre l'Élam, fut défait près de Der par les armées alliées de Humban-Nikash I d'Élam et de Merodach-Baladan II de Babylone.

## Archéologie
Le site de Der n'a jamais été fouillé. Toutefois, des objets découverts dans les parages, dont un kudurru trouvé à Sippar, attestent du nom et de la localisation de la cité. Le site lui-même a été très endommagé par les eaux au cours des temps et on considère qu'il ne mérite pas d'être fouillé.

### Lectures suggérées
- (en) P. Michalowski, « Durum and Uruk during the Ur III Period », Mesopotamia, vol. 13,‎ 1977, pp. 83-96.